# Nova Genera et Species Plantarum
Nova Genera et Species Plantarum, también Nova Genera et Species Plantarum Quas in Peregrinatione ad Plagam Aequinoctialem Orbis Novi Collegerunt Bonpland et Humboldt (abreviado Nov. Gen. Sp.) es un libro de botánica escrito por Carl Sigismund Kunth. Comprende siete volúmenes que fueron editados en París en 1815.